# Luetkea
Luetkea es un género monotípico de arbusto perteneciente a la familia de las rosáceas. Su única especie, Luetkea pectinata, es originaria de Norteamérica. Se encuentran en el sub-ártico en Alaska, Yukón, Territorios del Noroeste, y subalpinos en las regiones alpinas de la Columbia Británica, suroeste de Alberta, Washington, Oregón, Idaho, en el norte de California y el oeste de Montana.

## Descripción
Las hojas de L. pectinata tienen de 7 a 20 mm de largo, y son lineales o lanceoladas. La inflorescencia es un racimo terminal denso y erecto de 10 a 150 mm de altura, con varias a muchas flores de tallo corto. El fruto es un folículo con varias semillas.

## Taxonomía
Luetkea pectinata fue descrita por (Pursh) Kuntze y publicado en Revisio Generum Plantarum 1: 217, en el año 1891.
Sinonimia
- Eriogynia pectinata (Pursh) Hook.
- Saxifraga pectinata Pursh	basónimo
- Spiraea pectinata (Pursh) Torr. & A. Gray[4]